# Kagar
Kagar ist ein Ortsteil der Stadt Rheinsberg und liegt im äußersten Norden von Brandenburg im Landkreis Ostprignitz-Ruppin.

## Geografie
Der Ortsteil liegt im Rheinsberger Seengebiet, im Naturpark Stechlin-Ruppiner Land und ist eingebettet in das Landschaftsschutzgebiet Ruppiner Wald- und Seengebiet. Kagar liegt zwischen dem Braminsee und Kagarsee etwa acht Kilometer von Rheinsberg entfernt. Weitere große Seen der Umgebung sind der Große Zechliner See, Große Pätschsee, der Dollgowsee, der Große und der Kleine Zermittensee.

## Geschichte
Kagar wurde im Jahr 1525 im „Ruppinschen Landbuch“ als Wüstung erstmals urkundlich genannt. Ein Lehensbrief aus dem Jahr 1536 erwähnt einen Dorfschulzen und sieben Kossäten. Infolge des Dreißigjährigen Krieges wurden die Wohngebäude zerstört und die Einwohner vertrieben. Im Jahr 1686 siedelten sich auf der Grundlage des Edikts von Potsdam in Kagar zwanzig Hugenottenfamilien auf sechs Bauernstellen an. Zum Ende des 17. Jahrhunderts kamen zusätzlich Kolonisten aus der Pfalz in den Ort und 1701 siedelten sich drei Wallonenfamilien aus Flandern an.
Im Jahr 1723 wurde eine Fachwerkkirche gebaut. Diese ersetzte die Kirchengemeinde 1899 durch einen Neubau aus Backsteinen, da das mehr als hundertfünfzigjährige Gotteshaus baufällig geworden war. Dieser Kirchenbau im Stil der Neugotik ist gut erhalten und konnte 1998 grundlegend saniert werden.
Im Jahr 1918 erfolgte die Elektrifizierung des Ortes. Durch die Verlegung der Schule nach Linow-Möckern gibt es seit 1953 im Ort keine Schule mehr.
In der nationalsozialistischen Zeit gehörte Kagar zum NSDAP-Gau Kurmark (Mark Brandenburg). Kagar war von 1952 bis 1990 in der DDR eine Gemeinde im Landkreis Neuruppin im Bezirk Potsdam.
Zu DDR-Zeiten errichtete ein Volkseigener Betrieb für die Kinder seiner Betriebsangehörigen das Ferienlager „Anne Frank“, das nach 1990 dem Verfall preisgegeben wurde.
Um die Belange von Kagar kümmerte sich bis September 2003 ein Gemeinderat, dem ein Bürgermeister und sieben Gemeindevertreter angehörten.
Seit Oktober 2003 ist Kagar ein Ortsteil von Rheinsberg, obwohl man sich gegen die Eingemeindung aufgelehnt hatte. Kagar wird nun im Rheinsberger Stadtparlament durch einen Ortsbürgermeister vertreten.

## Sport und Kultur
Ein Landschulheim wurde in einem früheren Fachwerk-Wohnhaus eingerichtet. Einige Betriebe aus der DDR hatten im Ort Betriebsferienheime eingerichtet, darunter auch die Messelektronik Berlin. Im Jahr 1970 organisierte der damalige Dorfklub Kagar das erste Sommerfest. Es ist seitdem zu einer regelmäßigen und gut besuchten Kulturveranstaltung geworden. Aus dem Dorfklub gründete sich nach der Wende der Heimat- und Kulturverein, dem inzwischen 19 Mitglieder angehören.
1999 entstand mit Hilfe von Fördermitteln eine Sport-, Spiel- und Kulturstätte mit einer Kegelbahn, Volleyballplätzen, Tischtennisplatten und einem Abenteuerspielplatz. Diese Anlage kann sowohl von den Einwohnern als auch von den Urlaubern genutzt werden. Darüber hinaus gibt es Ferienunterkünfte im Ort, einen Reiterhof, seit 2005 auch ein Hotel sowie den Campingplatz am Reiherholz.
Ein Heimatverein kümmert sich um etliche Veranstaltungen für die Einwohner und Besucher. Dazu gehören unter anderem ein Osterfeuer, die Fortführung des Sommerfestes und ein Herbstfeuer.

## Einwohner
Die Anzahl der Einwohner blieb in den Jahrhunderten immer auf wenige Hundert beschränkt; für 1933 werden in einer Statistik 210 Personen angegeben, 1939 waren es 213. Für 2000 findet sich die Aussage, dass Kagar 230 Einwohner hat. Ende 2010 gehörten 220 Menschen zur Kagarer Bevölkerung.

## Verkehr
Kagar war eine Bahnstation an der am 15. Mai 1928 eröffneten Eisenbahnstrecke von Rheinsberg bis Flecken Zechlin. In den 1930er Jahren verkehrten etwa fünf Züge am Tag von Flecken Zechlin über Rheinsberg nach Löwenberg (Mark) mit Anschluss nach Berlin und zurück. An Sommer-Wochenenden gab es durchgehende Züge von und nach Berlin. Die Strecke wurde nach dem Zweiten Weltkrieg abgebaut und die Schienen als Reparationszahlung in die Sowjetunion geschafft. Zu Beginn des 21. Jahrhunderts legte man auf der früheren Bahntrasse, vorbei an den Linowseen, dem Großen Pätschsee und Kagar selbst den Fahrradweg Rheinsberg–Flecken Zechlin an, der inzwischen ein Teilstück der Tour Brandenburg ist.